# Alexander Blas
Luis Alexander Blas Bravo (Lima, 4 de octubre de 1979) es un cantante, compositor y empresario peruano. Alcanzó reconocimiento por su faceta empresarial, desempeñándose en el rubro textil. Fruto de su popularidad, emprendió una carrera musical en los años 2010, consolidándose en los géneros balada romántica y posteriormente, en la cumbia peruana en los 2020s.

## Biografía

### Primeros años
Nació el 4 de octubre de 1979 en Lima, bajo el nombre completo de Luis Alexander Blas Bravo. Proveniente de una familia de clase media, es el hijo de la empresaria Justina Bravo.

### Trayectoria
Mostró su interés en el emprendimiento desde temprana edad, comenzando a ayudar a su madre en el negocio familiar, sin dejar de lado a sus estudios escolares. Años más tarde, fundaría Galería Los Fabricantes y Galería Ruby, empresas dedicada a la venta de ropa, teniendo como lugar de operaciones en el Emporio Comercial de Gamarra hasta la actualidad.
En el año 2014, emprende una carrera musical lanzando su primer disco al lado de cantantes internacionales de balada romántica. Pero no fue hasta el año 2016, cuando se consolidaría en el dicho género siendo intérprete del tema musical «Quédate» como parte de la banda sonora de la teleserie Al fondo hay sitio a cargo de la producción musical de Juan Carlos Fernández. Al año siguiente, Blas lanza su siguiente material «Te quiero» de su álbum Formas de amar, en el cual presentó el videoclip teniendo como protagonista a su expareja, la exmodelo y presentadora de televisión Karla Tarazona, incluyendo su versión del vals «Es mi Perú». Colabora con la telenovela Mi esperanza para el lanzamiento del tema «Apaga la luz» en 2018, manteniendo a Fernández en la producción y composición.
Gracias al éxito de su faceta musical y la popularidad de su apodo como «el Príncipe de Gamarra», tuvo unas esporádicas participaciones en las teleseries Luz de luna en 2021, interpretándose a sí mismo y Al fondo hay sitio al año siguiente como Henry Gonzáles, el primo millonario de la familia Gonzáles. Seguidamente, traslada de género a la cumbia peruana lanzando la versión de «Otro ocupa mi lugar», obteniendo una gran aceptación en la plataforma YouTube y radios locales, además de haber presentado el nuevo material del mismo formato «Quítame la vida». Además, interpretó el material «Ay, el amor» y participó en la elaboración del tema «Te tocó perder» con la Orquesta Papillón en 2022.
Previo a ello, Blas recibió los galardones de «Artista revelación» por parte de los Premios Q de Oro y «Artista revelación masculina» en los Premios Karibeña en el año 2021, mientras se atravesaba el estado de emergencia durante la pandemia de COVID-19.
En el año 2023, interpreta la canción «El charlatán» a dueto con la cantante Estrella Torres y compone el villancico «Es Navidad», además de interpretarla a finales de año. Ya para 2024, Blas añade los otros géneros R&B y música regional mexicana, además de haber fundado su propia disquera La Bóvera Record, donde realiza sus proyectos musicales.

## Discografía

### Álbum de estudio
- 2017: Formas de amar

### LP
- 2016: «Quédate»
- 2016: «Llévate»
- 2017: «Es mi Perú»
- 2018: «Apaga la luz»
- 2019: «¿Cómo se perdona?»
- 2020: «Todo cambió»
- 2020: «Renacer»
- 2021: «Quédate (versión cumbia)»
- 2021: «Adoro»
- 2021: «No es suficiente» (con Rommy Marcovich)
- 2021: «Otro ocupa mi lugar»
- 2022: «Ay, el amor»
- 2023: «Quítame la vida»
- 2023: «Un artista de verdad»
- 2023: «Si tu dices quererme (remix)»
- 2023: «La niñita»
- 2023: «El charlatán» (con Estrella Torres)

## Televisión
- Luz de luna (2021) como él mismo.
- Al fondo hay sitio (2022) como Henry Gonzáles «Primo Henry».[6]

## Premios y nominaciones
| Año  | Premios                            | Categoría                      | Resultado | Ref.  |
| ---- | ---------------------------------- | ------------------------------ | --------- | ----- |
| 2021 | Premios Q de Oro de Radio Nueva Q  | «Artista revelación del año»   | Ganador   | [ 9 ] |
| 2021 | Premios Karibeña de Radio Karibeña | «Artista masculino revelación» | Ganador   | [ 9 ] |